# Flughafenbahn Aalborg
| Streckennummer: | 52                    |                                                     |                                                     |
| Streckenlänge: | 2,7 km                |                                                     |                                                     |
| Spurweite: | 1435 mm (Normalspur)  |                                                     |                                                     |
| Streckengeschwindigkeit: | 80 km/h               |                                                     |                                                     |
| Zugbeeinflussung: | ETCS ab 27. Juli 2024 |                                                     |                                                     |
| |                       |                                                     |                                                     |
| \| \| 254,1 \| Aalborg Lufthavn \| Aalborg Lufthavn \| \| \| \| Lindholm Å (19 m) \| \| \| \| \| Bahnstrecke Frederikshavn–Aalborg von Frederikshavn \| \| \| \| 251,4 \| Lindholm (seit 14. Dezember 2002) \| Lindholm (seit 14. Dezember 2002) \| \| \| \| Bahnstrecke Frederikshavn–Aalborg nach Aalborg \| \| |                       |                                                     |                                                     |
| Kopfbahnhof Streckenanfang | 254,1                 | Aalborg Lufthavn                                    | Aalborg Lufthavn                                    |
| Brücke über Wasserlauf |                       | Lindholm Å (19 m)                                   | Lindholm Å (19 m)                                   |
| Abzweig geradeaus und von links |                       | Bahnstrecke Frederikshavn–Aalborg von Frederikshavn | Bahnstrecke Frederikshavn–Aalborg von Frederikshavn |
| Bahnhof | 251,4                 | Lindholm (seit 14. Dezember 2002)                   | Lindholm (seit 14. Dezember 2002)                   |
| Strecke |                       | Bahnstrecke Frederikshavn–Aalborg nach Aalborg      | Bahnstrecke Frederikshavn–Aalborg nach Aalborg      |

Die Flughafenbahn Aalborg ist eine am 13. Dezember 2020 eröffnete dänische Eisenbahnstrecke, die den Flughafen Aalborg mit dem innerdänischen Fernbahnnetz (dänisch Landsdelstrafik) verbindet.

## Bedeutung
Die neue Strecke zum drittgrößten Flughafen Dänemarks trägt zu einer allgemeinen Verbesserung des öffentlichen Verkehrs im Bereich Aalborg bei. Der Flughafen Aalborg ist ein Flughafen mit Wachstum und die Strecke wird dieses mit der direkten Anbindung an Aalborg und Aarhus unterstützen.
Mit der Flughafenbahn wurde es möglich, Abfertigungseinrichtungen vom Bahnhof Lindholm in der Nähe des Flughafens zu verlegen und damit einen Teil des Lärmproblems für die Anwohner der früheren Abfertigungsanlagen zu lösen.

## Bauplanung
In der Planungsphase wurden eine nördliche und eine südliche Grundvariante vorgeschlagen. Bei der südlichen Lösung führt die Strecke südlich des Lergravssøerne und am Lufthavnsvej entlang zu einem neuen Haltepunkt am Flughafen. Bei der nördlichen Lösung führt die Strecke nördlich des Lergravssøerne zum Flughafen. Der Haltepunkt mit einem Bahnsteig mit einem Gleis erhält ein Nebengleis sowie die neuen Abfertigungsanlagen. Die Bahnsteiglänge beträgt 180 Meter für Züge mit 204 Meter Länge oder alternativ 300 Meter.
Die Strecke beginnt am westlichen Gleis des Bahnhofs Lindholm und wird zuerst über den noch vorhandenen Bahndamm der Bahnstrecke Fjerritslev–Frederikshavn und über das bisherige Gleis zur derzeitigen Abfertigungsanlage geführt. Danach wird der Lindholm Å mit einer Brücke überquert und der Fluss für eine kurze Strecke verlegt. Dann folgt sie dem nördlichen Rand der Kleingartenanlage und einer Deponie, am Thistedvej entlang, der die Strecke mit einer Brücke überquert. Dann folgt die Strecke je nach Variante südlich oder nördlich am Lergravssøerne entlang und weiter entlang des Lufthavnsvej bis zum Bahnhof.
Die Strecke wird für eine zukünftige Elektrifizierung ausgelegt. Diese Elektrifizierungsarbeiten wie das Setzen der Fahrleitungsmasten und die Montage der Oberleitung erfolgt in der Zeit zwischen dem 9. Dezember 2024 und dem 30. Juni 2025. Nach Anpassungen am Gleis und an der Oberleitung soll die Strecke ab Fredericia über Aalborg ab Ende 2026 für den Testbetrieb und anschließend den Betrieb mit elektrischen Züge bereit sein.

## Zeitplan
In der politischen Entscheidung En ny Storstrømsbro, Holstebromotorvejen mv. des Folketinget vom 21. März 2013 wurden 276 Millionen Kronen für den Bau der neuen Bahnstrecke bewilligt. 15 Millionen Kronen sind für Lärmminderungsmaßnahmen vorgesehen.
Die Anhörung während der Planungsphase fand vom 28. Oktober bis 18. Dezember 2013 statt. Das Projekt befand sich vom 2. März bis 27. April 2015 in der öffentlichen Anhörung. Die Bürgerinformation in Aalborg fand am 25. März 2015 statt. Der Bau der Flughafenbahn sollte 2016 beginnen und 2019 abgeschlossen sein.
Wegen der Testphase für das Signalsystem European Rail Traffic Management System 2 (ERTMS 2), das auf der Strecke zwischen Hobro und Frederikshavn einem Langzeittest unterzogen wird, hat Banedanmark Ende 2016 beschlossen, eine Reihe von Arbeiten von 2019 nach 2020 zu verschieben. Dies betrifft die Erneuerung, die Geschwindigkeitserhöhung und die vorbereitenden Arbeiten für die Elektrifizierung der Strecke Hobro–Aalborg (Lindholm), den Bau der Flughafenbahn Aalborg und die Kapazitätserweiterung in Vendsyssel.
Die ersten 950 Meter Gleis wurden im Juni 2017 auf dem vorhandenen Bahngelände in Lindholm fertiggestellt.
Mitte September 2020 begann der Testbetrieb auf der neuen Strecke, die im Dezember 2020 im Zusammenhang mit dem Fahrplanwechsel für 2021 in Betrieb genommen wurde.
Mit einer stillen Einweihung wegen der Corona-Pandemie erfolgten am 13. Dezember 2020 die ersten Zugfahrten auf der Strecke. Der Flughafenbahnhof ist der Endpunkt der stündlich verkehrenden InterCityLyn-Züge von Kopenhagen nach Aalborg. Für die Fahrt von Aalborg bis zum Flughafen benötigen die Triebzüge der Baureihe MF elf Minuten. Kritiker führen an, dass der Bau der Strecke mit Kosten von rund 300 Mio. DKK ein „Missbrauch öffentlicher Mittel“ war.